# Großkurgan von Arschan

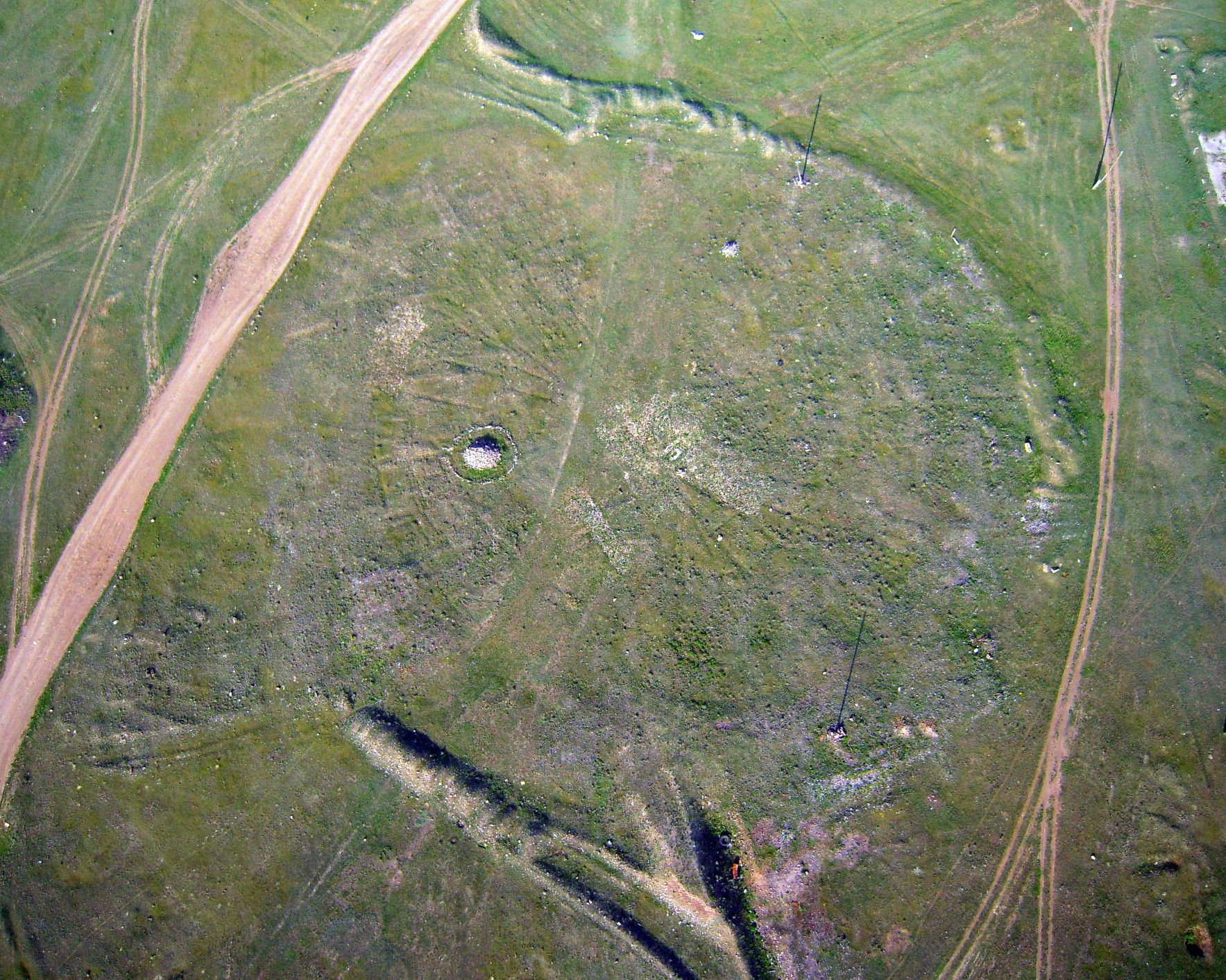
Luftbild des Großkurgan von Arschan im heutigen Zustand

Der Großkurgan von Arschan (Aržan, Аржан), auch nur als Kurgan 1 bezeichnet, in Tuva in Südsibirien ist einer der größten bekannten skythischen Kurgane.  Er datiert in die Arschan-Stufe der Aldy-Bel-Kultur (etwa 9. bis 7. Jahrhundert v. Chr.).

## Forschungsgeschichte
Der Kurgan wurde von der lokalen Bevölkerung als Ulug-Chorun (Großer Kurgan) bezeichnet und soll nur aus Steinen bestanden haben, die am Rande bis zu 4 m hoch aufragten. In der Mitte gab es eine Mulde, aus der Quellwasser hervortrat. Die Quelle galt als heilig und es befand sich hier eine kleine Kapelle. Hier wurden auch religiöse Feste gefeiert. Diese Verehrung eines Denkmals mag nicht nur auf die Quelle, sondern auch als Gedenken an einen Helden, der hier bestattet wurde, zurückgehen. Bei den ersten wissenschaftlichen Begehungen im Jahr 1961 durch Michail Petrovič Grjazno war davon allerdings nichts mehr zu sehen. Der Hügel war auch als Steinbruch genutzt worden, so dass er wesentlich kleiner war. Er wurde von 1971 bis 1974 unter der Leitung von M. Ch. Mammj-ool und von Michail Petrovič Grjazno ausgegraben.

## Architektur
Der Kurgan hatte einst einen Durchmesser von 120 m und war bis zu 5 m hoch. Bei Beginn der Grabungen war er aber nur noch etwa 2,5 m hoch. Der Hügel bestand aus nicht allzu großen Bruchsteinen, die etwa 20 bis 50 kg schwer sind und demnach von Menschen ohne Schwierigkeiten getragen werden konnten. Bis auf den Randbereich zeigen die Steine keine Ordnung. Das Innere des Kurgans wies eine bis dato bei keinem anderen Kurgan belegte Holzkonstruktion auf. Direkt auf dem antiken Boden war ein Netz von Holzkammern errichtet worden. Die Kammern waren 15 bis 150 m² groß und im Inneren 2,4 bis 3 m hoch. Die Holzwände waren nicht abgedichtet und wiesen breite Fugen auf, die etwa der Dicke der Holzbalken entsprachen. Über 70 Kammern wurden angelegt, wobei es nicht möglich ist, eine genaue Zahl zu nennen, da einige Kammern nochmals unterteilt waren. Die Ausgräber nummerierten die Kammern von 1 bis 70. Um den Kurgan herum befanden sich Steinsetzungen. In ihnen fanden sich Tierknochen, aber keine Bestattungen. Der Ausgräber vermutet, dass dies die Überreste von Opfern sind, an deren Stelle dann eben diese kleinen Steinhaufen errichtet wurden.

## Bestattungen
Kammer 1 lag im Zentrum des Kurgans. Hier befand sich das Hauptgrab. Die Kammer war 8 × 8 m groß. Innerhalb dieser Kammer befand sich eine kleinere, 4,4 × 3,7 m große Holzkammer, bei der es sich um das eigentliche Hauptgrab (Grab 1) der ganzen Anlage handelte. Die Kammer fand sich zum großen Teil beraubt. Es kamen jedoch noch Holzfragmente, die zu Särgen gehörten, zu Tage. Knochen von Zehen gehörten zu einem alten Mann und einer älteren Frau. Demnach ist hier ein älteres Paar bestattet worden. Es fanden sich Reste von Wollgewebe, Perlen aus Türkis und Glas. Zu den Funden gehören 20 Türkisplättchen, die einst sicherlich Einlagen zu goldenen Objekten waren. Nördlich dieser Kammern befand sich eine zweite, kleinere Grabkammer (Grab 2), immer noch innerhalb von Kammer 1. Hier stand ein Sarg, der fast die gesamte Kammer einnahm. Der Sarg war mit Haaren ausgelegt. Es fanden sich wiederum Perlen und andere Schmuckelemente. Eine Leiche fehlte. Sieben weitere Bestattungen in Holzsärgen fanden sich in Kammer 1. Es handelte sich meist um Männerbestattungen. Als Beigaben fanden sich Waffen und Schmuckstücke, daneben gab es auch Gewandreste. Unberaubt war Grab 4. Es handelte sich um eine Beisetzung in Hockerstellung in einem Holzsarg. Der dort bestattete Mann war etwa 18 bis 20 Jahre alt. Neben ihm fand sich ein Bronzedolch in einer Lederscheide. Bei ihm lagen auch Pfeilspitzen. Als Kleidung fanden sich Reste von Pelz und Wolle. Am Kopf lagen Ohrgehänge aus Gold und Türkis. Neben dem Hauptgrab innerhalb von Kammer 1, an der Ostseite, fanden sich sechs, sehr gestörte Skelette von Pferden. Sie waren auch beraubt, doch gab es noch genügend Reste, die auf eine einst reiche Ausstattung schließen lassen.
Kammer 2. Die Kammer war stark gestört. Es fanden sich Reste von 30 Pferden; nach der Anordnung scheinen die Pferde in drei Reihen, mit dem Kopf zur Hauptkammern gerichtet, gelegen zu haben. Es fanden sich Reste von Zaumzeug. Bemerkenswert ist eine runde Bronzescheibe (Dm 25 cm), die ein sich einrollendes Tier, vielleicht einen Tiger zeigt.
Kammer 2–3. Es handelt sich um einen Durchgang zwischen den Kammern 2 und 3. Hier fanden sich Skelette von drei Pferden. Es fanden sich Bronzetrensen, ein Trensenknebel und nur wenige Reste von Zaumzeug.
Kammer 3. Kammer 3 war besonders stark gefüllt. Es fanden sich hier 30 Pferdeskelette in einem nur 12,5 × 7,5 m großen Raum.
Kammer 5. Hier lagen 15 Pferdeskelette und vier Sätze von Trensen aus Bronze; es gab sechs Dreilochknebel aus demselben Material, sieben Geweihknebel und andere Teile von Zaumzeug. Insgesamt gab es mindestens acht Zaumzeuge.
Kammer 9. Hier fand sich eine weitere Kammer mit einem Sarg, aber ohne Leiche und ohne Beigaben.
Kammer 9. Zwei Pferdebestattungen.
Kammer 13. Die Kammer war besonders stark gestört. Die Ausgräber fanden ein Durcheinander von Menschen- und Pferdeknochen. Mindestens vier Menschen sind hier beigesetzt worden. Zu deren Beigaben gehört wahrscheinlich ein goldenes Ohrgehänge mit Türkiseinlagen.
Kammer 17. Hier fanden sich acht Pferde und Teile von Pferdegeschirr.
Kammer 20. Die Kammer war stark gestört und enthielt mindestens 18 Pferdeskelette.
Kammer 25b. Es handelt sich um den Durchgang zwischen Kammer 25 und 27. Hier lag ein Pferd. Es fanden sich auch eine Trensenknebel und ein Knebelpaar.
Kammer 26, bestehend aus zwei Teilen (26a und 26n). 11 Pferde sind hier beigesetzt worden. Es fanden sich noch zahlreiche Teile von Zaumzeug. Bemerkenswert sind mehrere Tüllenknäufe aus Bronze, die jeweils von einer Bergwidderfigur gekrönt waren.
Kammer 31. Die Kammer war unberaubt und enthielt 11 Pferdeskelette. Sie hatten alle Mundstücke, aber keine Knebel. Die letzteren waren einst wohl aus Holz. In der Kammer fanden sich auch zwei Bestattungen (15 und 16) von Menschen, die jeweils in einem Holzsarg lagen. Als Ausstattung fanden sich vor allem Woll- und Fellreste.
Kammer 34a. Diese Kammer lag zwischen Kammer 34 und 35. Es fanden sich die Reste von fünf Pferden und Zaumzeug. In dieser Kammer fand sich auch das Fragment einer Stele, die mit  Darstellungen von Hirschen dekoriert ist. Solche Stelen werden als Hirschsteine bezeichnet. Über den Darstellungen der Hirsche ist ein Gürtel, ein Dolch sowie ein Wetzstein und ein Bogen abgebildet. Die obere Hälfte der Stele, die den Oberkörper und den Kopf einer Person zeigen sollte, fehlt.
Kammer 37. Es fanden sich 13 Skelette von Pferden sowie Reste von Zaumzeug.
Kammer 68. Die Kammer war unberaubt und enthielt zwei Pferdeskelette. Es fanden sich zwei Trensenmundstücke.
Zwischen Kammer 1 und 12 fanden sich diverse Objekte, die vielleicht aus Kammer 1 stammen, aber von den Grabräubern verloren wurden. Dazu gehört ein Bronzedolch mit einem Eber auf dem Knauf aufsitzend, ein Streitpickel aus Bronze sowie diverser Schmuck wie ein Goldhalsreif und Ohrgehänge.